# Filmtheater Cinecenter
Filmtheater Cinecenter is een Amsterdamse bioscoop in Amsterdam-Centrum.
Ze is gevestigd aan de Lijnbaansgracht 236 bij het Leidseplein. De bioscoop dan wel het filmhuis was in 1979 de voortzetting van de ongeveer gelijktijdig gesloten bioscoop CinéTol van Cor Koppies. Die kwam in conflict met de gemeente Amsterdam, die het complex aan de Tolstraat eerst wilde slopen en toen dat besluit werd teruggedraaid er geen bioscoop meer in wilde. Coppies week uit naar een nieuw complex aan de Lijnbaansgracht, waar voorheen een suiker- en melkfabriek was gevestigd. Het gebouw is ontworpen door het architectenbureau De Klerk B.V., dat ook verantwoordelijk was voor de centrale Amsterdamse Bibliotheek aan de Prinsengracht 440. Voor de nieuwbouw werd een flink aantal gebouwen gesloopt. In september 1979 opende Cinecenter zijn deuren met drie zalen vernoemd naar personages uit de Commedia dell'arte te weten "Pierrot" (eigenlijk "Pedrolino"), "Coraline" en "Peppe Nappa" en een zaal vernoemd naar regisseur Jean Vigo. De vier zalen hebben elk een eigen karakter en in totaal 324 zitplaatsen. De grootte van het projectiedoek loopt gelijk op met de grootte van de zaal. De films die het theater vertoont zijn premières uit het arthouse-circuit. De bioscoop startte met de films 92 minutter af i går (92 Minuten van gisteren) uit Denemarken, En och en (Een en een) uit Zweden, The Crazies van George A. Romero uit de Verenigde Staten en Préparez vos mouchoirs (Hou je zakdoek bij de hand) uit Frankrijk. De dochter van Jean Vigo was bij de opening aanwezig.
Koppies had al vanaf het begin ruzie met de gebouweneigenaar, verbouwingen waren niet op tijd klaar en ook het aanbrengen van zonweringen leverde problemen op. Koppies trok zich na twee jaar al terug. Cinecenter ging in eerste instantie samenwerken met Filmtheater de Uitkijk en sloot zich later aan bij Cineville.
Na een restyling in 1998 kreeg Cinecenter een loungebar.
Naast Cinecenter is op Lijnbaansgracht 219 een politiebureau gevestigd in nieuwbouw uit dezelfde tijd als de bioscoop; tegenover de bioscoop aan de overzijde van de Lijnbaansgracht ligt cultureel centrum Melkweg, nog refererend aan de oude fabriek.